# Schweizer Badmintonmeisterschaft 2014
Die Schweizer Badmintonmeisterschaft 2014 fand vom 30. Januar bis zum 2. Februar 2014 im Pavillon des Sportes in La Chaux-de-Fonds statt.

## Medaillengewinner
| Disziplin    | Gold                                | Silber                       | Bronze                           |
| ------------ | ----------------------------------- | ---------------------------- | -------------------------------- |
| Herreneinzel | Olivier Andrey                      | Christoph Heiniger           | Gilles Tripet                    |
| Herreneinzel | Olivier Andrey                      | Christoph Heiniger           | Anthony Dumartheray              |
| Dameneinzel  | Sabrina Jaquet                      | Tenzin Pelling               | Cendrine Hantz                   |
| Dameneinzel  | Sabrina Jaquet                      | Tenzin Pelling               | Nicole Ankli                     |
| Herrendoppel | Anthony Dumartheray Thomas Heiniger | Florian Schmid Gilles Tripet | Mathias Bonny Oliver Schaller    |
| Herrendoppel | Anthony Dumartheray Thomas Heiniger | Florian Schmid Gilles Tripet | Dominik Bütikofer Julian Lehmann |
| Damendoppel  | Ayla Huser Sabrina Jaquet           | Cendrine Hantz Tiffany Zaugg | Sanya Herzig Tenzin Pelling      |
| Damendoppel  | Ayla Huser Sabrina Jaquet           | Cendrine Hantz Tiffany Zaugg | Nadia Fankhauser Michelle Schaer |
| Mixed        | Anthony Dumartheray Sabrina Jaquet  | Florian Schmid Céline Tripet | Oliver Schaller Ayla Huser       |
| Mixed        | Anthony Dumartheray Sabrina Jaquet  | Florian Schmid Céline Tripet | Roger Schmid Marion Gruber       |